# 스프리기나

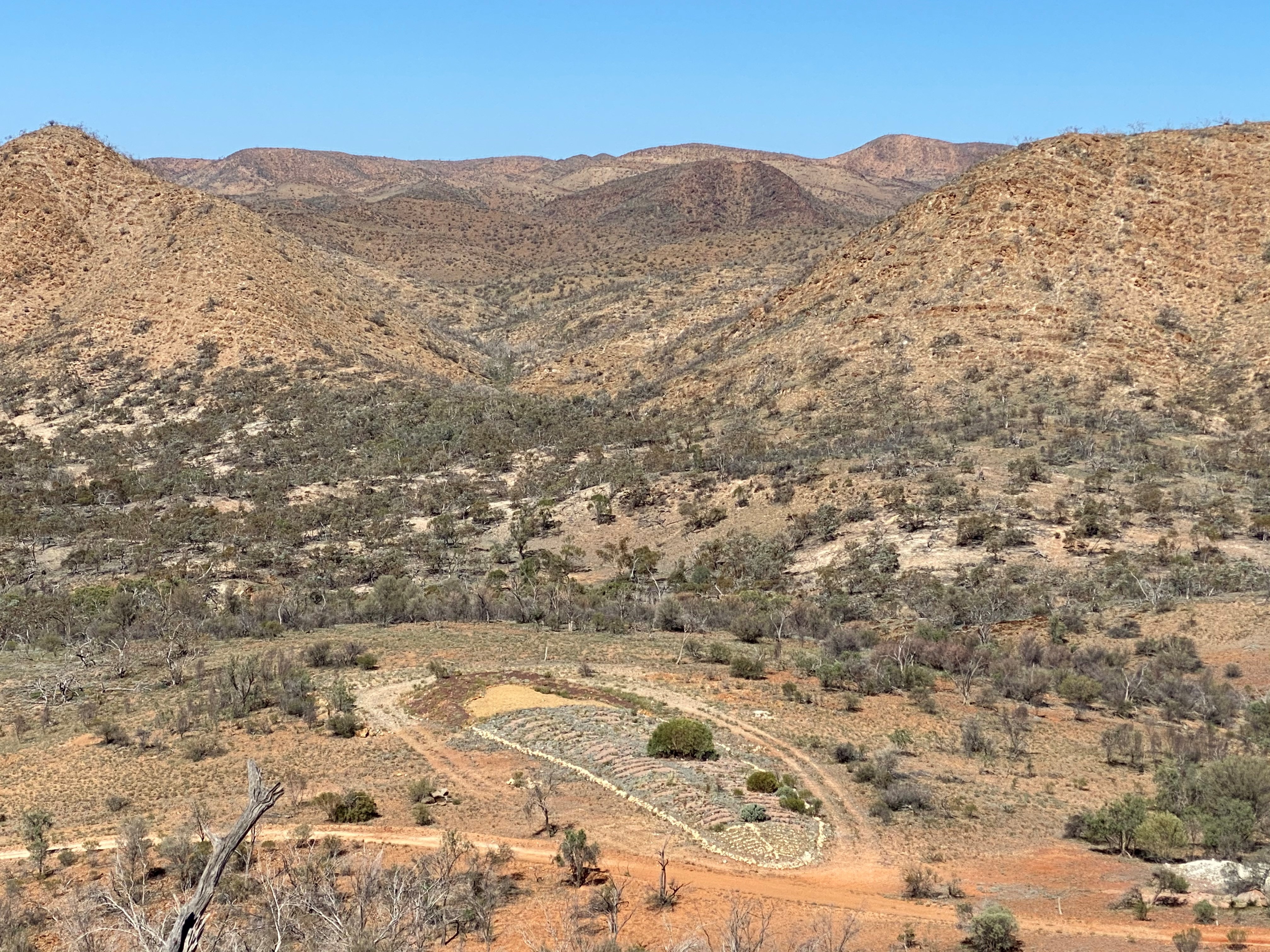
아카룰라자연보호구역(Arkaroola Wilderness Sanctuary)에 위치한 스프리기나 발견지

스프리기나란 초기 동물의 하나로, 현생 동물들과의 연관성이 있는지는 불명확하다. 스프리기나의 화석은 당시 에디아카라기 후기에 해당하는 호주 남부 지층에서 발견되었으며, 스프리기나 플로운데르시(학명: Spriggina floundersi)는 호주 남부의 공식 화석 상징이다. 그 이외의 지역에서는 발견되지 않았다. 스프리기나는 몸길이가 3-5cm에 달하며 육식성이었을 것으로 본다.
스프리기나의 특성은 밝혀지지 않았다. 한때 환형동물로 분류하였으며, 랑게오모르프 엽상체나 다른 전관절동물인 카르니오디스쿠스(Charniodiscus), 절지동물, 또는 아예 멸종한 동물 문으로 분류하기도 하였다. 절지나 다리가 없으며, 좌우대칭 마디 대신 정류 반사가 존재한다는 점은 겉으로는 약간 비슷해 보이나, 절지동물로 분류하기는 어렵다는 것을 시사한다.
스프리기나속은 원래 세 종을 포함하고 있었다.(S. floundersi, S. ovata, S. borealis) 그러나 S. ovata는 이제 마리바데아 오바타(Marywadea ovata)의 미성숙체 이명으로 여겨진다. 반면 S. borealis의 계통학적 상태는 논쟁의 대상으로 남아있다.

## 특징

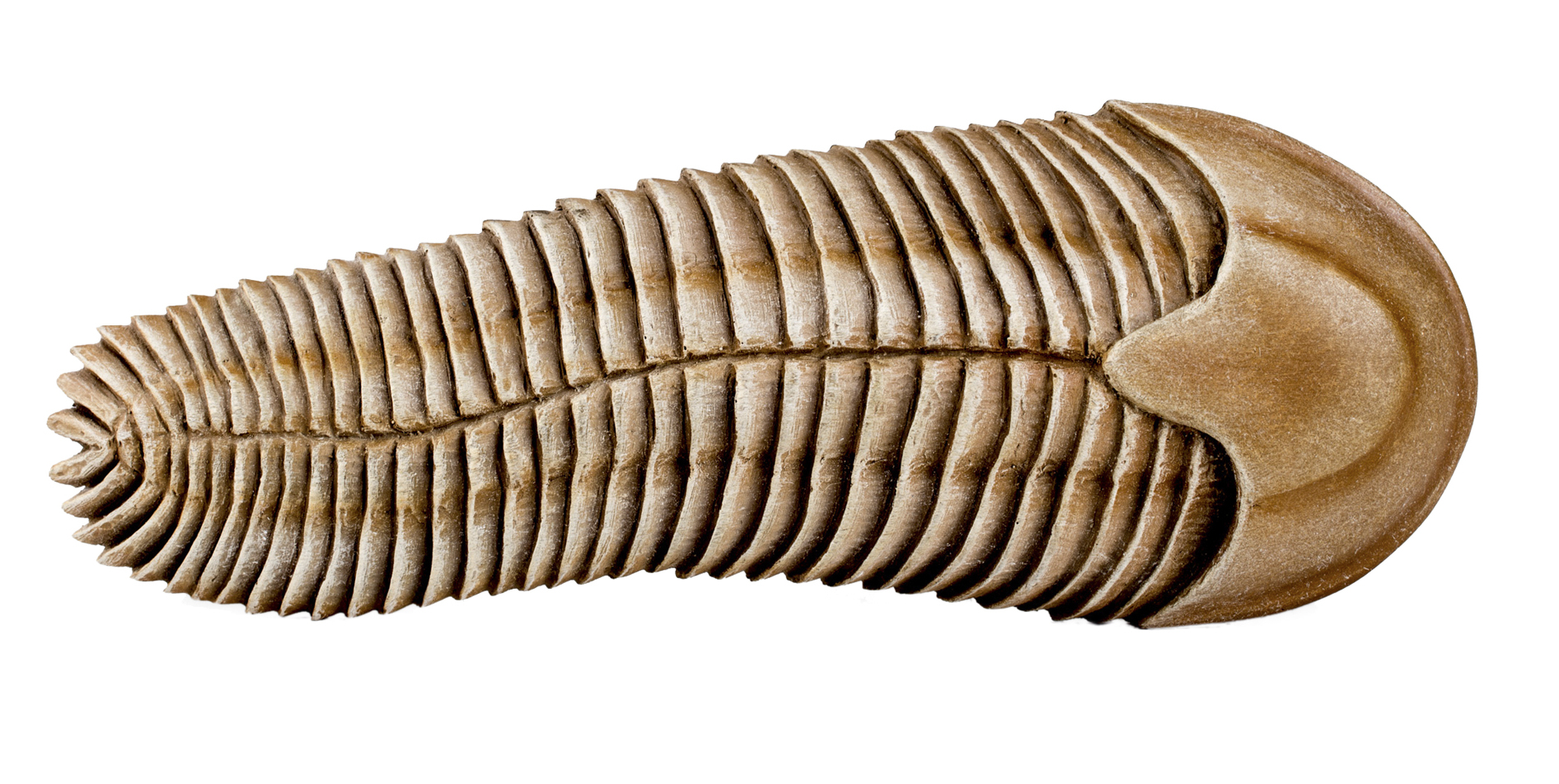
트렌토의 과학관에 전시되어 있는 S. floundersi의 복원도

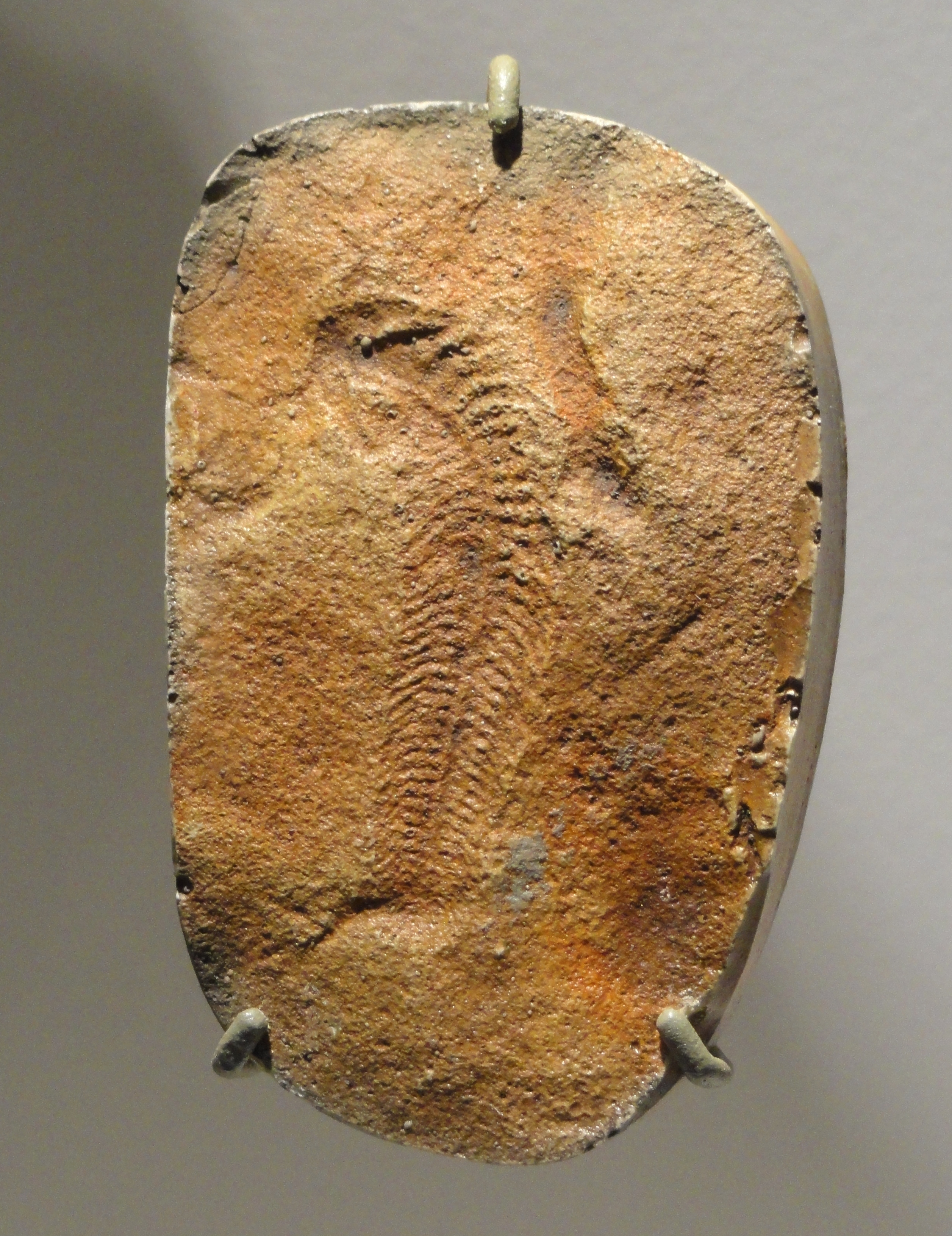
휴스턴 자연과학박물관의S. floundersi의 주형 틀

스프리기나는 3~5cm까지 지라며, 대략 직사각형 모양이다. 몸은 체절화되어 있고, 합쳐진 마디는 없으며, 때때로 마디가 휘어져 있다. 스프리기나의 윗부분은 서로 겹치는 큐티클 판 한 줄로 덮여있으며, 그 아래에는 다른 판들이 짝을 지어 늘어서 있다.

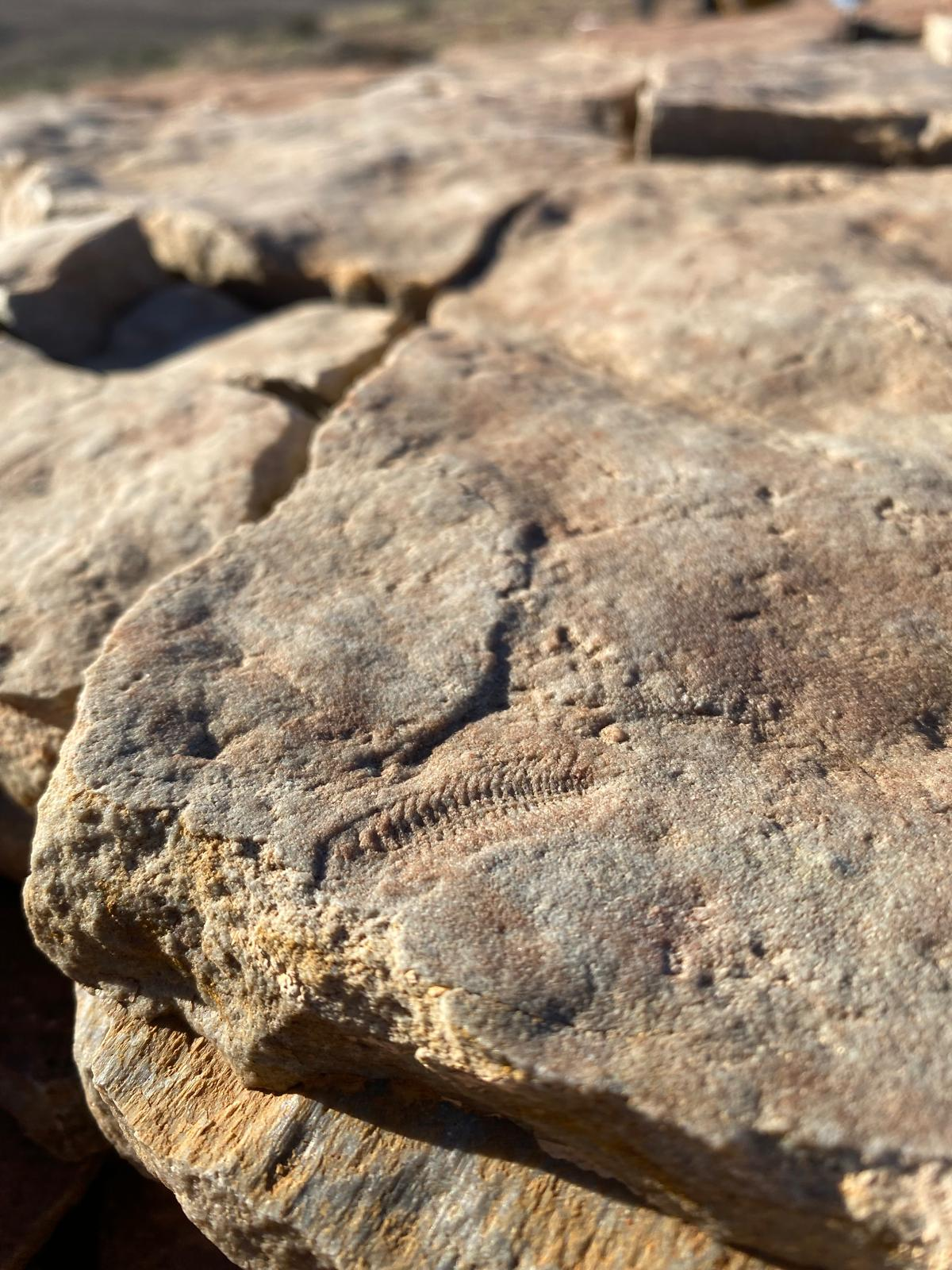
닐페나 에디아카라 국립공원(Nilpena Ediacara National Park)의 현장에서 관찰한 스프리기나의 표본

앞의 두 마디는 '머리'를 형성한다. 앞의 마디는 윗면에 움푹 들어간 부분이 한 쌍 있는 말발굽 모양이며 눈일 가능성으로 보고 있다. 더듬이가 있을 수도 있다. 뒤이어 있는 마디들은 모두 환절이다.
일부 화석에는 반원형 머리 중앙에 원형 입이 있는 것으로 보이지만, 보존되어 있는 큰 입자에 비해 이 생물의 크기가 너무 작아 해석에 어려움이 있다. 다리는 보존되지 않았다.
관찰된 대칭 형태는 정확히 좌우대칭이 아니지만 미끄럼반사(glide reflection)로 나타내는데, 이것은 맞은편의 마디가 간극의 반만큼 움직여져 있는 것을 뜻한다. 일부 표본에서는 몸 마디가 뒤로 기울어져 얼추 V자 모양을 이루지만, 다른 표본에서는 다소 직선형이다.

## 발견 및 명명
속명의 경우, 에디아카라 언덕(호주 남부의 플린더스 레인지의 일부분)에서 에디아카라 생물군을 발굴했으며  이들을 다세포생물로 인정해야 한다고 주장했던 레그 스프리그(Reg Sprigg)의 성에서 따와 명명했다. 스프리기나 플로운데르시(Spriggina floundersi)는 스프리기나속에 유일하게 인정받은 종으로 남아있다. 종소명 "floundersi"는 호주 남부 출신의 아마추어 화석사냥꾼 벤 플런더스(Ben Flounders)의 성에서 따왔다. 스프리기나 오바바타(Spriggina ovata)는 현재 독자 속인 마리바데아(Marywadea)로 이동했다.
스프리기나는 에디아카라기에 해당하는 지층에서 발견되었다. 신뢰할 수 있는 연대로 약 16억 5천만 년 전으로 추정되는 빈디아 분지에서 출토된 화석은 스프리기나속으로 분류되었으나, 아마도 미생물이 만들어낸 흔적일 가능성이 높다.

스프리기나는 거칠지만 석회화되지 않은 몸을 지녔다. 이는 항상 화석이 있는 층의 아랫면에 있는 몰드와 같은 화석 보존의 예라 할 수 있겠다.

## 계통

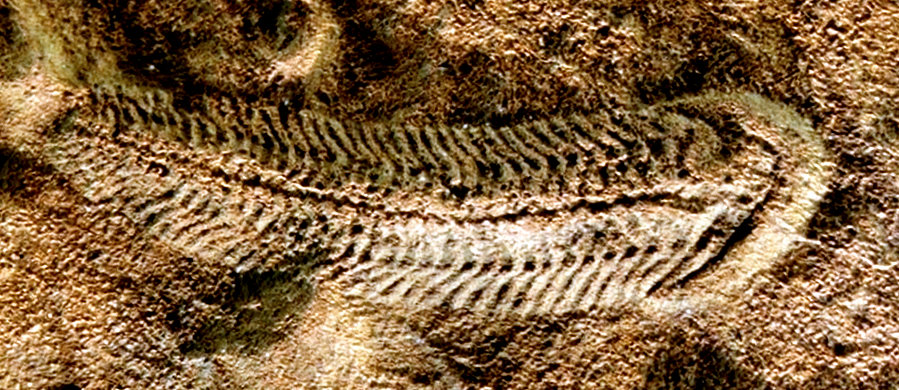
스프리기나 화석의 디지털 강화 그림

에디아카라 생물군의 대부분처럼, 다른 계통과 스프리기나와의 연관성이 불분명하다. 현생 다모류인 토모프테리스(Tomopteris) 및 양목갯지렁이과와 닮은점이 있으나, 다른 증거들과 함께 측지(chaeta)의 부족으로 인해, 스프리기나는 환형동물문에 속할 수 없음을 시사한다.  별개의 계 단위 분류군일지도 모르는 에디아카라 생물군의 엽상류 구성원인 랑게오모르프와도 비교된다. 정류 대칭 형태가 그렇지 않다는 것을 보여주는 반면, 일부 다른 연구진은 스프리기나를 절지동물로 추정하기도 한다. 삼엽충과 외형상 닮은 점은 이 생물 강과 가까운 관련이 있다고도 볼 수 있다. 삼엽충과의 이러한 유사점은 수렴진화의 한 예시일 수도 있다. 스프리기나는 육식성일 수 있으며, 캄브리아기 전이기의 시작을 알리는 역할을 맡았을지도 모른다.

## 같이 보기
- 에디아카라기
- 에디아카라 생물군

1. 1 2  Glaessner, Martin F. (1958). “New Fossils from the Base of the Cambrian in South Australia” (PDF). 《Transactions of the Royal Society of South Australia》 81: 185–188. 틀:BHL page.
2. ↑  “FOSSIL EMBLEM OF THE STATE OF SOUTH AUSTRALIA” (PDF). 《The South Australian Government Gazette》 (Adelaide: Department of the Premier and Cabinet) 2017 (8): 509. 2017년 2월 16일. 2017년 7월 6일에 확인함.
3. 1 2  Ivantsov A.Yu. (2001). “Vendian and Other Precambrian "Arthropods"”. 《Paleontological Journal》 35: 335–343.
4. ↑  Glaessner, Martin F.; Wade, Mary. “The Late Precambrian Fossils from Ediacara, South Australia” (PDF). 《Palaeontology》 9 (4): 599–628.
5. 1 2  Fedonkin, Mikhail A.; Gehling, James G.; Grey, Kathleen; Narbonne, Guy M.; Vickers-Rich, Patricia (2007). 《The Rise of Animals: Evolution and Diversification of the Kingdom Animalia》. JHU Press. ISBN 9780801886799.
6. 1 2 3 4 5 6  McCall (2006). “The Vendian (Ediacaran) in the geological record: Enigmas in geology's prelude to the Cambrian explosion”. 《Earth-Science Reviews》 77 (1–3): 1–229. Bibcode:2006ESRv...77....1M. doi:10.1016/j.earscirev.2005.08.004.
7. ↑  Vickers-Rich, P. Komarower, P. The Rise and Fall of the Ediacaran Biota. The Geological Society, 2007, p. 444.
8. ↑  Glaessner, Martin F. (1976). “A new genus of late Precambrian polychaete worms from South Australia.” (Free full text). 《Transactions of the Royal Society of South Australia》 100 (3): 169–170.
9. 1 2  Bengtson, Stefan; Belivanova, Veneta; Rasmussen, Birger; Whitehouse, Martin (2009). “The controversial "Cambrian" fossils of the Vindhyan are real but more than a billion years older”. 《Proceedings of the National Academy of Sciences》 106 (19): 7729–7734. Bibcode:2009PNAS..106.7729B. doi:10.1073/pnas.0812460106. PMC 2683128. PMID 19416859.
10. ↑  De, C (2005). “Ediacara fossil assemblage in the upper Vindhyans of Central India and its significance”. 《Journal of Asian Earth Sciences》 27 (5): 660–683. doi:10.1016/j.jseaes.2005.06.006.
11. ↑  Donovan, S. K.; Lewis, D. N. (2001). “Fossils explained 35: The Ediacaran biota”. 《Geology Today》 17 (3): 115–120. doi:10.1046/j.0266-6979.2001.00285.x. S2CID 128395097.
12. ↑  Merz (2006). “Polychaete chaetae: Function, fossils, and phylogeny”. 《Integrative and Comparative Biology》 46 (4): 481–96. doi:10.1093/icb/icj057. PMID 21672760.
13. ↑  Seilacher, A. (1992). “Vendobionta and Psammocorallia: lost constructions of Precambrian evolution”. 《Journal of the Geological Society》 149 (4): 607–613. Bibcode:1992JGSoc.149..607S. doi:10.1144/gsjgs.149.4.0607. S2CID 128681462. 2007년 6월 21일에 확인함.
14. 1 2  “Spriggina is a Trilobitoid Ecdysozoan”. 《Geological Society of America》. 2008년 8월 30일에 원본 문서에서 보존된 문서. 2024년 10월 8일에 확인함.
15. ↑  Conway Morris, S. (1993). “The fossil record and the early evolution of the Metazoa” (PDF). 《Nature》 361 (6409): 219. Bibcode:1993Natur.361..219M. doi:10.1038/361219a0. S2CID 86276440. 2016년 8월 4일에 원본 문서 (PDF)에서 보존된 문서. 2016년 10월 11일에 확인함.
16. ↑  McMenamin, M. A. S. (2003). 〈Origin and early evolution of predators: The ecotone model and early evidence for macropredation〉.   P. Kelley; M. Kowalewski; T. Hansen. 《Predator-Prey Interactions in the Fossil Record》.